# Psilocerea pronisi
Psilocerea pronisi là một loài bướm đêm trong họ Geometridae.